# الاتفاقية الدولية للقضاء على جميع أشكال التمييز العنصري

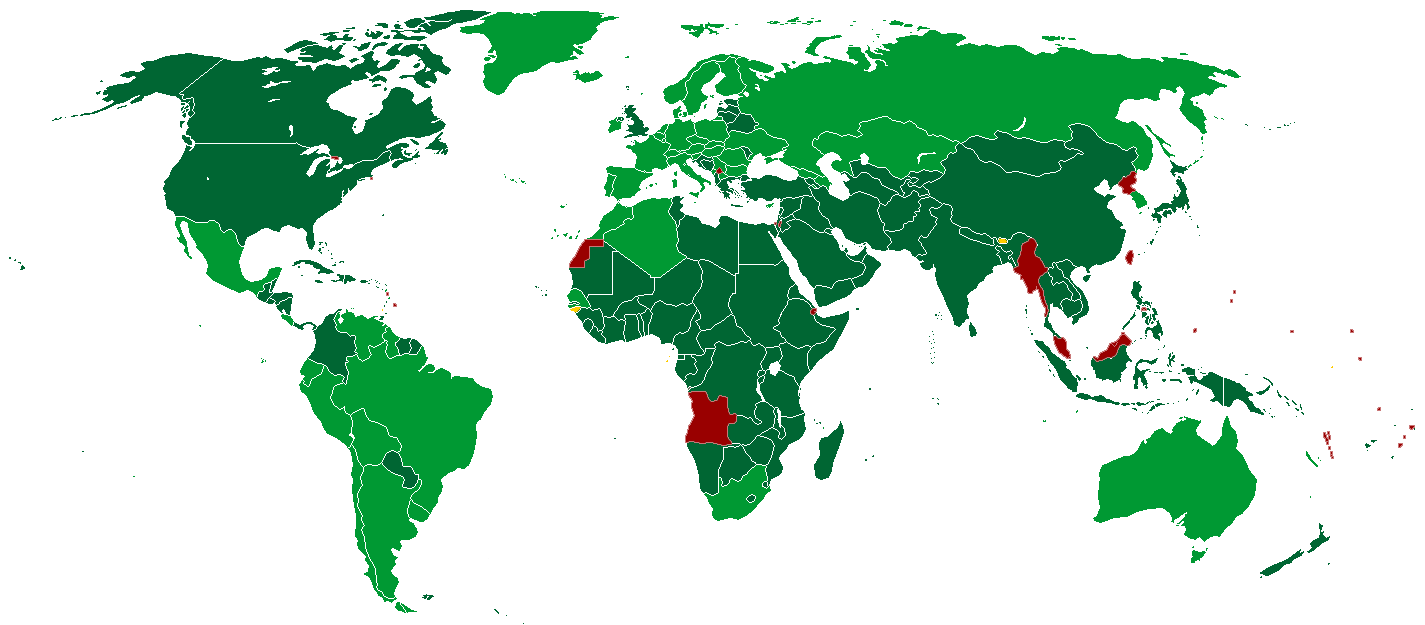
العضوية في الاتفاقية الدولية للقضاء على جميع أشكال التمييز العنصري:
تعترف بالأهلية القانونية بموجب المادة رقم 14
لا تعرف بالأهلية القانونية بموجب المادة رقم 14
وقّعت ولكن لم تصدّق
لم توقّع ولم تصدّق

الاتفاقية الدولية للقضاء على جميع أشكال التمييز العنصري هي اتفاقية برعاية الأمم المتحدة، وتعتبر الإصدار الثالث لحقوق الإنسان، وتهدف إلى القضاء على جميع أشكال التمييز العنصري.
وتتضمن هذه الاتفاقية 18مادة، وان تتضمن هذه الاتفاقية الدولية القضاء على جميع أشكال التمييز العنصري، وترفض العزل العنصري والفصل العنصري وتتعهد بمنع وحظر وازالة كل الممارسات المماثلة في الأقاليم الداخلة في ولايتها، وأن اتفاقية منع جريمة الإبادة الجماعية والمعاقبة عليها قد نصت على أن بعض الأفعال التي يمكن وصفها أيضا بانها من أفعال الفصل العنصري تشكل جريمة بنظر القانون الدولي، أن اتفاقية عدم تقادم جرائم الحرب والجرائم المرتكبة ضد الإنسانية تصف “الأفعال اللانسانية الناجمة عن سياسة الفصل العنصري، بأنها جرائم ضد الإنسانية، وأن الجمعية العامة للأمم المتحدة قد اتخذت عدد من القرارات شجبت فيها سياسات الفصل العنصري وممارساته بوصفها جرائم ضد الإنسانية، وأن مجلس الأمن قد شدد على أن الفصل العنصري ومواصلة تعميقه وتوسيع مجالاته أمور خطيرة التعكير والتهديد للسلم والأمن الدوليين.
تبنّت الجمعية العامة للأمم المحدة هذه الاتفاقية وأتاحت التوقيع عليها في الحادي والعشرين من ديسمبر عام 1965، ثم دخلت الاتفاقية حيز التنفيذ في الرابع من يناير عام 1969. وبحلول أبريل عام 2019، كانت قد شملت 88 موقعًا و180 طرفًا.
وتتولى جمعية القضاء على التمييز العنصري متابعة هذه الاتفاقية.

## نشأة الاتفاقية
في يناير عام 1960، نتيجة الحوادث المعادية للسامية في أجزاء عديدة من العالم، تبنت الجمعية العامة للأمم المتحدة قرارًا يدين «جميع مظاهر وممارسات الكراهية العرقية والدينية والقومية»، كانتهاك ميثاق الأمم المتحدة والإعلان العالمي لحقوق الإنسان، ويناشد حكومات جميع الدول «لاتخاذ الإجراءات الضرورية لمنع جميع مظاهر الكراهية العرقية والدينية والقومية». أعقب المجلس الاقتصادي والاجتماعي ذلك بصياغة قرار عن «مظاهر التحامل العرقي والتعصب القومي والديني» مناشدًا الحكومات بتثقيف الشعب عن التعصب وإلغاء القوانين التمييزية، وقد حال ضيق الوقت دون نظر الجمعية العامة في الاتفاقية عام 1961، ولكنها أقرتها في العام التالي.
خلال النقاشات المبكرة حول هذا القرار، حثّت الأمم الأفريقية، وفي صدارتها جمهورية أفريقيا الوسطى، وتشاد، وداهومي، وغينيا، وساحل العاج، ومالي، وموريتانيا وفولتا العليا، على إجراءات أكثر صرامة حول هذه القضية، على هيئة اتفاقية عالمية ضد التمييز العنصري. فضّلت بعض الأمم إعلانًا عوضًا عن اتفاقية ملزمة، بينما أرادت أخرى التعامل مع التعصب العرقي والديني من خلال صك واحد. وكنتيجة فرضتها المعارضة السياسية للأمم العربية للتعامل مع التعصب الديني بالتزامن مع التعصب العرقي ولآراء بعض الأمم الأخرى حول كون التعصب الديني أمرٌ غير مستعجل، رست التسوية النهائية على قرارين، يدعو أحدهما لإعلان ومسودة اتفاقية يهدفان للقضاء على التمييز العنصري، والآخر يدعو للمثْل حيال التعصب الديني.
كانت المادة 4، التي تجرم التحريض على التمييز العنصري، موضعًا للجدل أيضًا خلال مرحلة الصياغة، ففي الجدال الأول حول هذه المادة، كان هناك مسودتان؛ الأولى قدمتها الولايات المتحدة الأمريكية، والأخرى قدمها الاتحاد السوفيتي وبولندا. اقترحت الولايات المتحدة الأمريكية، بمناصرة المملكة المتحدة، أنه ينبغي أن يقتصر الحظر على «التحريضات التي تؤدي إلى العنف أو قد تؤدي إليه» فقط، بينما أراد الاتحاد السوفيتي «حظر وحلّ أي منظمة عرقية أو فاشية أو أخرى تمارس التمييز العرقي أو تحرض عليه». من جهة أخرى، اقترحت البلدان النوردية تسوية تضاف فيها عبارة «مع الاعتبار المناسب» للحقوق التي نص عليها الإعلان العالمي لحقوق الإنسان، وذلك لأخذها بعين الاعتبار عند تجريم أي خطاب كراهية.

## الأحكام الأساسية

### تعريف «التمييز العنصري»
تؤكد مقدمة الاتفاقية من جديد على الكرامة والمساواة أمام القانون اقتباسًا عن ميثاق الأمم المتحدة والإعلان العالمي لحقوق الإنسان، وتدين الاستعمار اقتباسًا عن إعلان منح الاستقلال للبلدان والشعوب المستعمَرة وإعلان القضاء على جميع أشكال التمييز العنصري، وتقتبس أيضًا عن اتفاقية منظمة العمل الدولية بشأن التمييز في الاستخدام والمهنة والاتفاقية الخاصة بمكافحة التمييز في التعليم.

تعرّف المادة 1  من الاتفاقية «التمييز العنصري» بأنه:
... أي تمييز، أو استبعاد، أو تقييد أو تفضيل قائم على عرق، أو لون، أو نسب أو أصل قومي أو إثني، يكون له هدف أو أثر في إلغاء الاعتراف بحقوق الإنسان والحريات الأساسية والتمتع بها وممارستها على قدم المساواة أو الإخلال به، وذلك في المجالات السياسية، والاقتصادية، والاجتماعية والثقافية، أو أي مجال آخر في الحياة العامة.
استُثني من هذا التعريف التمييزات القائمة على أساس المواطَنة (أي بين المواطنين وغير المواطنين) بشكل خاص، علاوةً على سياسات التمييز الإيجابي والإجراءات الأخرى المتخذة لإصلاح اختلالات التوازن وتعزيز المساواة.
لا يفرّق هذا التعريف بين التمييز القائم على المجموعات الإثنية وذلك القائم على العرق، ويعود هذا جزئيًا لاستمرار جدال العلماء بعلم الإنسان حول الفرق بينهما. يشمل إدراج النسب على وجه التحديد التمييز على أساس الطبقة والأشكال الأخرى للحالة الموروثة.

ليس من الضروري أن يُبنى التمييز بشكل صارم على العرق أو الإثنية حتى تنطبق عليه الاتفاقية، وإنما يجري الحكم فيما إذا كان إجراء ما أو سياسة ما تمييزيين من خلال آثارهما.
في سعي الاتفاقية لتحديد ما إذا كان لأي إجراء أثر يتعارض معها، ستبحث لمعرفة ما إذا كان له تأثير متباين غير مبرر على مجموعة تتميز بالعرق أو اللون أو النسب أو الأصل القومي أو الإثني.
تُقرر المسألة ما إن كان الفرد ينتمي لجموعة عرقية محددة بتحديد هويته الذاتية، في ظل غياب تبرير يخالف ذلك.

### منع التمييز
تدين المادة 2 من الاتفاقية التمييز العرقي وتُلزم أطرافها بـ«التعهد باتباع سياسة للقضاء على التمييز العنصري بجميع أشكاله، باستخدام جميع الوسائل المناسبة ودون أي تأخير»، بالإضافة إلى تعزيز التفاهم بين جميع الأعراق، ولتحقيق ذلك، تطالب الاتفاقية الموقّعين بـ:
- عدم ممارسة التمييز العنصري في المؤسسات العامة
- عدم رعاية التمييز العنصري أو الدفاع عنه أو دعمه[23]
- مراجعة السياسات الحالية، وتعديل أو إلغاء تلك التي تسبب التمييز العنصري أو تديمه[24]
- حظر التمييز العنصري من قبل الأفراد والمنظمات ضمن دوائرهم القضائية بجميع الوسائل المناسبة، بما فيها التشريع[25]
- تشجيع المجموعات والحركات والوسائل أخرى لإزالة الحواجز بين الأعراق وإحباط الانقسام العرقي[26]

تُلزَم الأطراف «عندما تبرر الظروف ذلك» باستخدام سياسات تمييز إيجابي لمجموعات عرقية معينة لضمان «التمتع الكامل والمتكافئ بحقوق الإنسان والحريات الأساسية»، ولكن يجب أن تكون هذه الإجراءات محدودة، ويجب ألا يترتب عليها بأي حالة الحفاظ على حقوق منفصلة أو غير متكافئة للمجموعات العرقية المختلفة بعد تحقيق الأهداف التي اتُخذت من أجلها.
تتوسع المادة 5 استنادًا إلى الالتزام العام للمادة 2، وتُنشئ التزامًا خاصًا بضمان حقوق الجميع بالمساواة أمام القانون بصرف النظر عن «العرق، أو اللون أو الأصل القومي أو الإثني». وتدرج أيضًا الحقوق المحددة التي يجب أن تنطبق عليها هذه المساواة: المساواة في المعاملة من قبل المحاكم والهيئات القضائية، وأمن الفرد وعدم تعرضه للعنف، والحقوق المدنية والسياسة التي أكدها العهد الدولي الخاص بالحقوق المدنية والسياسية، وأيضًا الحقوق الاقتصادية والاجتماعية والثقافية المؤكدة في العهد الدولي الخاص بالحقوق الاقتصادية والاجتماعية والثقافية، علاوة على حق الوصول لأي مكان أو خدمة يستخدمها الشعب عامةً، «مثل وسائل النقل، والفنادق، والمطاعم، والمقاهي، والمسارح والمنتزهات»، علمًا أن هذه القائمة غير شاملة، ويمتد الالتزام ليضم جميع حقوق الإنسان.
أما المادة 6؛ فتُلزم الأطراف بتأمين «حماية وجزاءات فعالة» من خلال المحاكم والمؤسسات الأخرى لأي فعل تمييزي عنصري. يتضمن ذلك الحق بجزاء قانوني وتعويض الأضرار الناجمة عن هذا التمييز.

### إدانة الفصل العنصري
تدين المادة 3 الفصل والتمييز العنصريين وتُلزم الأطراف بمنع هكذا ممارسات في المناطق الخاضعة لسلطاتهم القضائية وحظرها واستئصالها. تعززت هذه المادة منذ ذلك الحين بالاعتراف بالفصل العنصري كجريمة بحق الإنسانية في نظام روما الأساسي للمحكمة الجنائية الدولية.
تعتبر لجنة القضاء على التمييز العنصري أن هذه المادة تنطوي أيضًا على الالتزام بالقضاء على عواقب سياسات الفصل الماضية، ومنع الفصل العنصري الناشئ عن تصرفات أفراد عاديين.